# William Mensah
William Mensah (15 juli 1982) is een Ghanese voetballer die speelt bij Wadi Degla FC.

## Statistieken
| seizoen | club            | land   | competitie     | wed | goals |
| ------- | --------------- | ------ | -------------- | --- | ----- |
| 2007/08 | Ashanti Gold SC | Ghana  | Premier League | 13  | 0     |
| 2008/09 | Haras El Hodood | Egypte | Premier League | 20  | 4     |
| 2009/10 | K Lierse SK     | België | Exqi League    | 8   | 0     |
| 2010/11 | Wadi Degla FC   | Egypte | Premier League |     |       |
|         |                 |        | Totaal         | 41  | 4     |